# Zureta
Zureta é o terceiro álbum de música infantil do cantor Zeca Baleiro. Foi lançado em formato EP, no dia das crianças do ano de 2018. O EP é composto por 5 faixas, sendo quatro canções inéditas e o single "O Esquimó", lançado com clipe em 2017. Todas as 5 faixas lançadas neste EP foram relançadas no álbum Zureta Vol. 2.

## Faixas
01. Papai e Mamãe - 1:35

02. O Que É Isso Que Vocês Chamam de Paciência? (Feat. Vanessa Bumagny) - 1:22

03. O Que Tem no Fim - 1:56

04. Pelada - 2:11

05. O Esquimó - 1:37